# 斋生召
斋生召，位于内蒙古自治区鄂尔多斯市伊金霍洛旗伊金霍洛镇斋生召嘎查，是一座藏传佛教格鲁派寺院。

## 简介
清朝乾隆三十三年（1767年），祭奉成吉思汗八白室的达尔扈特人巴图斋生创建该庙。“斋生”即“宰桑”的不同音译，是北元时期蒙古职官名称。成吉思汗陵是蒙古族的总神祇，成吉思汗祭奠是蒙古族族祭，故祭奉成吉思汗的达尔扈特人中也设有斋生一职。因为是担任斋生职务的巴图所建，故称“斋生召”。斋生召是清朝鄂尔多斯八座达尔扈特寺庙之一。该庙有两座小殿，共12间，另有喇嘛住房50余间。该庙设有沙布隆1名、总管1名、掌堂师1名、领经师1名。清朝末年，该庙有60名喇嘛。中华人民共和国初期，仅余15名喇嘛。